# Fantastyczne zwierzęta: Zbrodnie Grindelwalda
Fantastyczne zwierzęta: Zbrodnie Grindelwalda (oryg. Fantastic Beasts: The Crimes of Grindelwald) – brytyjsko-amerykański film fantasy z 2018 roku w reżyserii Davida Yatesa, na podstawie scenariusza J.K. Rowling. W rolach głównych wystąpili: Eddie Redmayne, Katherine Waterston, Dan Fogler, Alison Sudol, Ezra Miller, Zoë Kravitz, Callum Turner, Claudia Kim, William Nadylam, Kevin Guthrie, Jude Law i Johnny Depp. Akcja filmu rozgrywa się w 1927 roku, kiedy Newt Scamander i Albus Dumbledore próbują schwytać czarnoksiężnika Gellerta Grindelwalda, jednocześnie stawiając czoła nowym zagrożeniom w podzielonym świecie czarodziejów.
Jest to sequel filmu Fantastyczne zwierzęta i jak je znaleźć (2016), druga produkcja z serii filmowej Fantastyczne zwierzęta i dziesiąta w ramach franczyzy Wizarding World. Kontynuacja filmu pt. Fantastyczne zwierzęta: Tajemnice Dumbledore’a pojawiła się w kinach w 2022 roku.
Film został zapowiedziany w październiku 2014 roku, a w lipcu 2016 roku Rowling potwierdziła, że ukończyła scenariusz. W listopadzie 2016 w roli Grindelwalda obsadzono Deppa, co wywołało pewne kontrowersje w związku z zarzutami o przemoc domową, jakie mu postawiono. W kwietniu 2017 do obsady dołączył Law. Zdjęcia główne rozpoczęły się w lipcu 2017 roku w Warner Bros. Studios w Anglii. Kręcenie zdjęć odbywało się także w Londynie, Szwajcarii i Paryżu, a zakończyło się w grudniu 2017 roku.
Światowa premiera filmu Fantastyczne zwierzęta: Zbrodnie Grindelwalda miała miejsce 8 listopada 2018 roku w Paryżu. Dla szerszej publiczności film zadebiutował 16 listopada 2018 roku w formatach 2D, 3D, 4D, Dolby Cinema, IMAX i ScreenX. Produkcja zarobiła ponad 654 miliony dolarów na całym świecie, co czyni ją dziesiątym najlepiej zarabiającym filmem 2018 roku, ale najsłabiej zarabiającą częścią franczyzy Wizarding World. Film otrzymał mieszane recenzje. Chwalono wartość rozrywkową, reżyserię i grę aktorską, ale krytykowano „niepotrzebnie skomplikowaną i małowartościową fabułę”, która zdaniem niektórych krytyków była „przeciążona” szczegółami, zapowiadającymi przyszłe sequele.
Produkcja była nominowana m.in. do dwóch nagród BAFTA, w kategoriach najlepsza scenografia i najlepsze efekty specjalne.

## Fabuła
W 1927 roku Magiczny Kongres Stanów Zjednoczonych Ameryki (MACUSA) próbuje przenieść czarnoksiężnika Gellerta Grindelwalda do Europy, aby stanął przed sądem, lecz Grindelwald ucieka. Trzy miesiące później w Londynie Newt Scamander odwiedza Ministerstwo Magii, by odwołać się od zakazu podróżowania za granicę. Wpada na Letę Lestrange, koleżankę z Hogwartu i narzeczoną jego brata, Tezeusza. Ministerstwo zgadza się przychylić do prośby Newta, jeśli ten pomoże Tezeuszowi odnaleźć w Paryżu Credence’a Barebone’a, który wciąż żyje, ale Newt odmawia, gdy dowiaduje się, że musi współpracować z bezwzględnym łowcą nagród Gunnarem Grimmsonem. Albus Dumbledore prosi Newta o odnalezienie Credence’a, wierząc, że Credence jest zaginionym przyrodnim bratem Lety, Corvusem Lestrangem V.
Newta odwiedzają jego przyjaciele, Queenie Goldstein i Jacob Kowalski – mugol, który odzyskał swoje wspomnienia wymazane w zeszłym roku. Tina jest przekonana, że Newt zaręczył się z Letą i jest rozczarowana, że jej tego nie powiedział. Newt dochodzi do wniosku, że Queenie zaczarowała Jacoba, aby obejść zakaz MACUSA dotyczący małżeństw między czarodziejami a osobami niemagicznymi. Gdy Newt zdejmuje zaklęcie, Jacob odmawia poślubienia Queenie, obawiając się konsekwencji, jakie mogłaby ponieść. Queenie wyrusza na poszukiwanie Tiny, która szuka Credence’a w Paryżu, a Newt i Jacob wraz z nią.
W Paryżu Credence ucieka z Cyrku Arcanus wraz z uwięzioną Nagini – maledictusem, przeklętą, by na stałe zamienić się w węża. Szukając biologicznej matki Credence’a, odnajdują pół-elfią służącą Irmę Dugard, która przywiozła go do Ameryki w celu adopcji. Grimmson, który okazuje się zwolennikiem Grindelwalda, zabija Irmę, zanim ta zdąży wyjawić, kto ją przysłał. Tina spotyka Yusufa Kamę, który również poluje na Credence’a. Newt i Jacob podążają za Yusufem do Tiny, ale zastają ją przetrzymywaną jako zakładniczkę. Yusuf więzi również ich, wyjaśniając, że złożył Wieczystą Przysięgę, aby zabić swojego przyrodniego brata, za którego uważa Credence’a. Nie mogąc odnaleźć Tiny, zrozpaczona Queenie zostaje przyprowadzona do Grindelwalda; ten, znając zdolności Queenie, pozwala jej odejść, jednocześnie manipulując nią, by przyłączyła się do niego.
Newtowi i Tinie udaje się dostać do francuskiego Ministerstwa Magii w celu znalezienia dokumentów, które potwierdzą tożsamość Credence’a, ale zostają odkryci przez Letę i Tezeusza. Tina i Newt godzą się po tym, jak on wyjaśnia, że nigdy nie był zaręczony z Letą. Poszukiwania prowadzą ich do grobowca rodziny Lestrange’ów, gdzie zastają Yusufa oraz Credence’a i Nagini. Yusuf ujawnia, że wypełnia prośbę swojego ojca Mustafy, by pomścić swoją matkę Laurenę, która została porwana przez Corvusa Lestrange’a IV za pomocą klątwy Imperius i zmarła, rodząc Letę – przyrodnią siostrę Yusufa. Corvus IV ożenił się ponownie i spłodził Corvusa V. Po odkryciu intrygi zemsty Yusufa, wysłał syna do adopcji do Ameryki, by zapewnić mu bezpieczeństwo. Leta ujawnia, że nieumyślnie spowodowała śmierć Corvusa V, gdy płynąc do Ameryki i nie mogąc znieść jego ciągłego płaczu, zamieniła go z innym niemowlęciem, Credence’em. Kiedy statek zatonął, Corvus utonął.
Grupa dociera na zgromadzenie zwolenników Grindelwalda, gdzie wśród uczestników jest Queenie. Grindelwald przedstawia wizję przyszłej globalnej wojny i protestuje przeciwko prawu, które nie pozwala im zapobiec takiej tragedii. Gdy Tezeusz i aurorzy otaczają popleczników Grindelwalda, czarnoksiężnik namawia ich, by rozpowszechnili jego przesłanie w całej Europie, i wyczarowuje pierścień błękitnego ognia, który zabija wycofujących się aurorów i który bezpiecznie mogą przekroczyć tylko jego najwierniejsi zwolennicy. Queenie i Credence przekraczają ogień mimo protestów Jacoba i Nagini, a Leta poświęca się, by inni mogli uciec. Gdy Grindelwald wraz ze swoją armią odchodzą, pozostali czarodzieje i długowieczny alchemik Nicolas Flamel gaszą ogień. Newt decyduje się przyłączyć do walki z Grindelwaldem.
W Hogwarcie Newt wręcza Dumbledore’owi fiolkę wykradzioną Grindelwaldowi przez Niuchacza. Zawiera ona pakt krwi, zawarty przez Grindelwalda i Dumbledore’a w młodości, który uniemożliwia im pojedynkowanie się. W twierdzy Nurmengard Grindelwald wręcza Credence’owi różdżkę i ujawnia, że jego prawdziwe imię to Aureliusz Dumbledore.

## Obsada
- Eddie Redmayne jako Newt Scamander, brytyjski czarodziej, magizoolog i pracownik Ministerstwa Magii, powiernik Albusa Dumbledore’a. Scamander jest autorem podręcznika Szkoły Magii i Czarodziejstwa w Hogwarcie „Fantastyczne zwierzęta i jak je znaleźć”[6][7]. Joshua Shea zagrał młodego Newta[8].
- Katherine Waterston jako Porpentina „Tina” Goldstein, czarodziejka i aurorka Magicznego Kongresu Stanów Zjednoczonych Ameryki[7].
- Dan Fogler jako Jacob Kowalski, mugol, weteran I wojny światowej i właściciel piekarni, przyjaciel Newta[7].
- Alison Sudol jako Queenie Goldstein, młodsza siostra Tiny, naturalny legilimens[7].
- Ezra Miller jako Credence Barebone / Aureliusz Dumbledore, zaburzone emocjonalnie, adoptowane dziecko Mary-Lou Barebone[9][7].
- Zoë Kravitz jako Leta Lestrange, zaburzona emocjonalnie i zagubiona młoda kobieta, w której kiedyś zakochany był Newt, pracowniczka brytyjskiego Ministerstwa Magii[10][7]. Thea Lamb i Ruby Woolfenden wcielają się w młodsze wersje Lety[11][12].
- Callum Turner jako Theseus Scamander, starszy brat Newta, pracownik Ministerstwa Magii, jest zaręczony z Letą Lestrange[10].
- Claudia Kim jako Nagini, główna atrakcja Circus Arcanus, a także Maledictus, nosząca w sobie klątwę krwi, która w końcu na stałe przemieni ją w węża[13][7].
- William Nadylam jako Yusuf Kama, francusko-senegalski czarodziej, zawzięcie poszukujący Credence’a. Isaac Domingos wciela się w postać młodego Yusufa[14][7].
- Kevin Guthrie jako Abernathy, lojalny zwolennik Grindelwalda, niegdyś przełożony Tiny i Queenie w MACUSA[14].
- Jude Law jako Albus Dumbledore, wpływowy i potężny czarodziej w brytyjskiej społeczności czarodziejów, znany na całym świecie czarodziejów ze swojej błyskotliwości naukowej; profesor obrony przed czarną magią w Szkole Magii i Czarodziejstwa w Hogwarcie[7]. Toby Regbo powtarza swoją rolę z filmu Harry Potter i Insygnia Śmierci: Część I jako młody Dumbledore[15].
- Johnny Depp jako Gellert Grindelwald, potężny czarnoksiężnik, który wierzy w wyższość czarodziejów nad mugolami i stara się stworzyć nowy Zakon Czarodziejów[7]. Jamie Campbell Bower powtarza swoją rolę z Harry Potter i Insygnia Śmierci: Część I jako młody Grindelwald[16][15].

Ponadto w filmie wystąpili również: Carmen Ejogo jako Seraphina Picquery, przewodnicząca Magicznego Kongresu Stanów Zjednoczonych Ameryki; Brontis Jodorowsky jako Nicolas Flamel, XIV-wieczny, 600-letni paryski skryba i alchemik, który, jak się uważa, odkrył Kamień Filozoficzny; Fiona Glascott jako młoda Minerwa McGonagall, nauczycielka w Hogwarcie; Poppy Corby-Tuech jako Vinda Rosier, prawa ręka Grindelwalda; Ingvar Eggert Sigurðsson jako Grimmson, potężny łowca nagród; Ólafur Darri Ólafsson jako Skender, okrutny szef i wodzirej Circus Arcanus; Danièle Hugues jako Irma Dugard, pół-elfia opiekunka Corvusa; David Sakurai jako Krall, poplecznik Grindelwalda; Victoria Yeates jako Bunty, asystentka Newta Scamandera; Jessica Williams jako Eulalie „Lally” Hicks, profesor Szkoły Magii i Czarodziejstwa w Ilvermorny, która kontaktuje się z Flamelem; Isaura Barbé-Brown jako Laurena Kamy, matka Yusufa Kamy i Lety Lestrange. Derek Riddell, Wolf Roth i Cornell John grają odpowiednio Torquila Traversa, Spielmana i Arnolda Guzmana, pracowników Ministerstwa Magii, a Keith Chanter wciela się w Corvusa Lestrange’a IV, ojca Corvusa V.

## Produkcja

### Rozwój projektu
W październiku 2014 roku studio Warner Bros. Pictures ogłosiło, że seria Fantastyczne zwierzęta będzie „co najmniej” trylogią, i zaplanowano premierę pierwszej części na 18 listopada 2016 roku, drugiej na 16 listopada 2018 roku, a trzeciej na 20 listopada 2020 roku. Potwierdzono, że David Yates wyreżyseruje przynajmniej pierwszą część serii.
W lipcu 2016 roku Yates potwierdził, że J.K. Rowling napisała scenariusz do drugiego filmu i ma pomysły na trzeci. W wywiadzie dla „Entertainment Weekly” Yates powiedział: „Widzieliśmy scenariusz do drugiego filmu, który poprowadzi historię w zupełnie nowym kierunku. Pojawią się nowe postaci, a autorka nadal osadza tę część w uniwersum Harry’ego Pottera. To bardzo interesujący rozwój wydarzeń od miejsca, w którym zaczynamy”.
W październiku 2016 roku poinformowano, że seria będzie składała się jednak z pięciu filmów, a Eddie Redmayne zagra główną rolę Newta Scamandera w każdym z nich. Ogłoszono także, że Yates wyreżyseruje sequel, który wyprodukują Rowling, David Heyman, Steve Kloves i Lionel Wigram. Ujawniono, że akcja filmu będzie się rozgrywać w stolicy dużego państwa. Nie ujawniono, w jakiej, zaznaczając jednak, że w innej niż w pierwszej części.

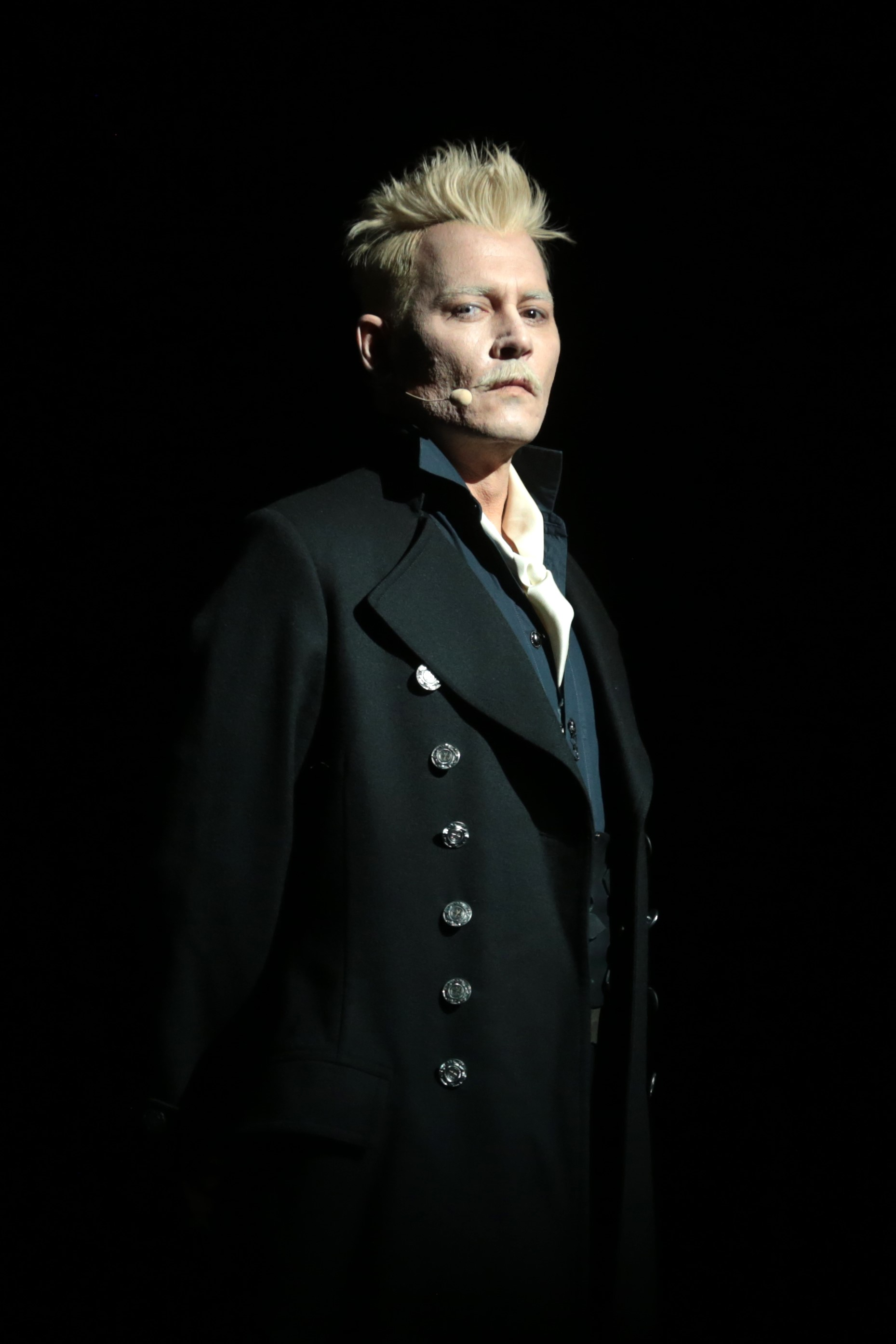
Obsadzenie Johnny’ego Deppa w roli Gellerta Grindelwalda spotkało się z krytyką ze strony części fanów.

### Casting
1 listopada 2016 roku magazyn Deadline Hollywood poinformował, że Johnny Depp dołączył do obsady filmu. Spotkało się to z krytyką ze strony części fanów ze względu na wysuwane wobec niego oskarżenia o przemoc domową. W grudniu 2017 roku J.K. Rowling zamieściła na swojej stronie internetowej informację, że nie dokona ponownego obsadzenia roli, ponieważ Depp i jego była żona Amber Heard wyrazili nadzieję, że wzajemne porozumienie pozwoli im uniknąć kontrowersji. Depp w październiku 2018 roku odpowiedział na reakcję Rowling: „Będę z wami szczery, czułem się źle w stosunku do J.K., że musi się zmierzyć z tymi wszystkimi różnymi uczuciami ludzi. Czułem się źle, że musiała to przyjąć”.
W kwietniu 2017 poinformowano, że swoje role z poprzedniej części powtórzą Eddie Redmayne i Zoë Kravitz, a do obsady dołączył Callum Turner. W lipcu potwierdzono, że w roli Credence’a powróci Ezra Miller. 22 września 2017 roku David Sakurai został obsadzony w roli Krall, jednego z popleczników Grindelwalda. W październiku ogłoszono, że w rolę Nicolasa Flamela wcieli się Brontis Jodorowsky, a Jessica Williams została obsadzona w nieujawnionej roli. W listopadzie ujawniono, że do swoich ról powrócą Katherine Waterston, Dan Fogler i Alison Sudol.
Jude Law został obsadzony w roli Albusa Dumbledore’a po tym, jak reżyser David Yates zdecydował, że postać powinna być grana przez młodszego aktora, a nie Michaela Gambona (który grał tę rolę w sześciu filmach o Harrym Potterze). Pod uwagę brani byli także inni aktorzy tacy jak: Christian Bale, Benedict Cumberbatch, Mark Strong i Jared Harris (syn Richarda Harrisa – odtwórcy roli Dumbledore’a w dwóch pierwszych filmach o Harrym Potterze).

### Zdjęcia
Akcja filmu rozgrywa się w Wielkiej Brytanii i Paryżu. Zdjęcia główne rozpoczęły się 3 lipca 2017 roku w Warner Bros. Studios w Hertfordshire w Anglii, gdzie na potrzeby filmu zbudowano część Paryża, w tym ulice, alejki i plac. W tym samym miejscu zbudowano plan zdjęciowy Nowego Jorku z pierwszego filmu. Law miał skończyć kręcić swoje sceny jako Dumbledore we wrześniu 2017 roku. W październiku 2017 przez cztery dni kręcono zdjęcia na cmentarzu Highgate w Londynie. W filmie służył on jako wejście do katakumb w Paryżu. Niektóre sceny w Hogwarcie kręcono w Lacock Abbey, domu, który był kiedyś klasztorem, położonym w Wiltshire. W St Mary’s Gardens w Lambeth nakręcono ujęcia z domu Newta. Sceny w górach zostały sfilmowane w Szwajcarii. Zdjęcia do filmu zakończono 20 grudnia 2017. Podobnie jak w przypadku pierwszej części serii autorem zdjęć był Philippe Rousselot, a za kostiumy odpowiadała Colleen Atwood.

### Efekty specjalne
Efekty wizualne zostały opracowane przez studia Double Negative, Framestore, Method Studios, Image Engine, Milk VFX, Rodeo FX, Nzivage, Proof, The Third Floor i Lola Visual Effects, a całość nadzorowali Tim Burke i Christian Manz.
Firma DNEG opracowała wszystkie sceny na zewnątrz Hogwartu, ujęcia Boggarta w klasie obrony przed czarną magią, ujęcia wizji Grindelwalda na temat Obscurusa i Credence’a w jego kryjówce, a także cały trzeci akt, od momentu wejścia do podziemnego amfiteatru przez przemówienie Grindelwalda, wielką bitwę wewnątrz i na zewnątrz oraz jej następstwa aż po finałową scenę na wiadukcie w Hogwarcie. Studio Framestore przygotowało 490 ujęć, w tym ogromne budowle z Londynu i Paryża, francuskie „Ministere des Affaires Magiques”, a także 15 bestii, w tym Zouwu oraz Niuchacza i Picketta. Method Studios było odpowiedzialne za zaprojektowanie i stworzenie nowych fantastycznych zwierząt, z których 12 pojawia się w filmie, jak Kelpie, Augurey, Leucrocotta i małe Niuchacze, a także za podwodną sekwencją w magicznym szpitalu Newta, gdzie oswaja on Kelpie. Image Engine odpowiadało głównie za pierwsze 7 minut filmu, w tym sekwencję tytułową, a oprócz tego za przelot Thestrali przez Nowy Jork nocą, celę MACUSA, w której przetrzymywany jest Grindelwald, i jedną z londyńskich ulic. Studio Rodeo FX przygotowało prawie 200 ujęć, w tym m.in. sceny w londyńskim Ministerstwie Magii, przesłuchania Newta w pokoju przesłuchań, z myślodsiewnią czy scenę walki Credence’a z Grimmsonem. Firma The Third Floor zajmowała się wieloma sekwencjami akcji, m.in. trzecim aktem na cmentarzu.

## Muzyka
W listopadzie 2016 James Newton Howard potwierdził, że skomponuje muzykę do filmu. Ścieżka dźwiękowa została wydana przez WaterTower Music 9 listopada 2018. Ostatnie trzy utwory, które znalazły się na płycie, to solówki fortepianowe poszczególnych tematów, które Howard wykonał samodzielnie i które nie pojawiają się w filmie. Utwory te zostały wydane 26 października 2018. Na ścieżce dźwiękowej nie znalazł się utwór „Hedwig’s Theme” skomponowany przez Johna Williamsa, słyszany w momencie przejścia do Hogwartu.
| Fantastic Beasts: The Crimes of Grindelwald – 2018 | Fantastic Beasts: The Crimes of Grindelwald – 2018 | Fantastic Beasts: The Crimes of Grindelwald – 2018 |
| Nr                                                 | Tytuł utworu                                       | Długość                                            |
| -------------------------------------------------- | -------------------------------------------------- | -------------------------------------------------- |
| 1.                                                 | „The Thestral Chase”                               | 8:04                                               |
| 2.                                                 | „Newt and Leta”                                    | 2:32                                               |
| 3.                                                 | „Dumbledore”                                       | 2:11                                               |
| 4.                                                 | „The Kelpie”                                       | 1:32                                               |
| 5.                                                 | „Newt and Jacob Pack for Paris”                    | 2:27                                               |
| 6.                                                 | „Nagini”                                           | 4:15                                               |
| 7.                                                 | „Newt Tracks Tina”                                 | 2:27                                               |
| 8.                                                 | „Queenie Searches for Jacob”                       | 1:35                                               |
| 9.                                                 | „Irma and the Obscurus”                            | 2:56                                               |
| 10.                                                | „Blood Pact”                                       | 2:29                                               |
| 11.                                                | „Capturing the Zouwu”                              | 1:33                                               |
| 12.                                                | „Traveling to Hogwarts”                            | 1:06                                               |
| 13.                                                | „Leta’s Flashback”                                 | 4:40                                               |
| 14.                                                | „Salamander Eyes”                                  | 2:28                                               |
| 15.                                                | „Matagots”                                         | 2:15                                               |
| 16.                                                | „Your Story is Our Story”                          | 3:21                                               |
| 17.                                                | „Leta’s Confession”                                | 5:14                                               |
| 18.                                                | „Vision of War”                                    | 3:49                                               |
| 19.                                                | „Spread the Word”                                  | 4:01                                               |
| 20.                                                | „Wands into the Earth”                             | 4:04                                               |
| 21.                                                | „Restoring Your Name”                              | 6:20                                               |
| 22.                                                | „Fantastic Beasts: The Crimes of Grindelwald”      | 2:40                                               |
| 23.                                                | „Dumbledore’s Theme (Piano Solo)”                  | 1:27                                               |
| 24.                                                | „Fantastic Beasts Theme (Piano Solo)”              | 1:37                                               |
| 25.                                                | „Leta’s Theme (Piano Solo)”                        | 2:04                                               |
|                                                    |                                                    | 1:17:07                                            |

## Marketing
16 listopada 2017, czyli dokładnie rok przed premierą filmu, ujawniono, że tytuł filmu brzmi „Fantastic Beasts: The Crimes of Grindelwald”, a wraz z zapowiedzią ukazało się również zdjęcie przedstawiające obsadę filmu. Zwiastun teaserowy i plakat przedstawiający Newta i Dumbledore’a ukazały się 13 marca 2018 roku, po tym jak dzień wcześniej ukazało się ogłoszenie Warner Bros. Pictures z hashtagiem #WandsReady. Pierwszy pełny zwiastun filmu pokazano 21 lipca 2018 roku podczas panelu Warner Bros. na Comic-Conie 2018 w San Diego.
Trasa promocyjna filmu oficjalnie rozpoczęła się 24 września 2018, kiedy to J.K. Rowling wraz z kilkoma członkami obsady pojawiła się w Today Show Plaza. Wtedy też ogłoszono, że kolejny zwiastun zostanie wydany następnego dnia. Wraz z nim pokazano również dziewięć plakatów postaci, przedstawiających kolejno Newta, Tinę, Jacoba, Queenie, Credence’a, Theseusa, Letę, Grindewalda i Dumbledore’a. Finalny zwiastun filmu został wydany 25 września 2018, wraz z dziesiątym plakatem postaci, przedstawiającym Nagini. Oficjalny plakat filmu, wraz z pięcioma plakatami przedstawiającymi postaci i ich relacje, został wydany 9 października 2018, natomiast finalny plakat kinowy pokazano 2 listopada 2018.
Podobnie jak w przypadku poprzedniej części, scenariusz filmu został wydany w formie książkowej 16 listopada 2018 roku jako „Fantastic Beasts: The Crimes of Grindelwald – The Original Screenplay”, autorstwa J. K. Rowling.

## Wydanie
Film Fantastyczne zwierzęta: Zbrodnie Grindelwalda miał swoją światową premierę 8 listopada 2018 w UGC Ciné Cité Bercy w Paryżu. Uczestniczyła w nim główna obsada i ekipa filmu.
15 listopada 2018 produkcja miała premierę m.in. w Belgii, Finlandii, Francji, Holandii, Norwegii, Szwecji i Szwajcarii. Tego samego dnia film wypuszczono także w Arabii Saudyjskiej, co czyni go jednym z pierwszych filmów, które weszły tam do kin od dziesięcioleci, po tym jak kina w tym kraju zostały zakazane w latach 80. XX. W dzień później film zadebiutował m.in. w Argentynie, Brazylii, Peru, Chile, Meksyku, Australii, Grecji, Niemczech i Portugalii. 16 listopada 2018 został wydany m.in. w Stanach Zjednoczonych, Kanadzie, Polsce, Chinach i Wielkiej Brytanii.
Produkcja została wydana w formatach IMAX 3D, RealD 3D, Dolby Cinema, IMAX, 4DX i ScreenX.
15 lutego 2019 film został wydany w wersji cyfrowej, a 12 marca 2019 w wersji Ultra HD Blu-ray, 3D Blu-ray, Blu-ray i DVD.

## Odbiór

### Box office
Film zarobił 159,6 miliona dolarów w Stanach Zjednoczonych i Kanadzie oraz 495,3 miliona dolarów na pozostałych terytoriach, co w sumie dało 654,9 miliona dolarów na całym świecie, przy budżecie wynoszącym 200 milionów dolarów.
W Stanach Zjednoczonych i Kanadzie film pojawił się na ekranach kin razem z filmami Rodzina od zaraz i Wdowy, a w weekend otwarcia miał według prognoz zarobić 65-75 milionów dolarów w 4163 kinach. W pierwszym dniu wyświetlania film zarobił 25,7 miliona dolarów, co jest lepszym wynikiem o 8,75 miliona dolarów w stosunku do pierwszej części. W weekend otwarcia film zarobił łącznie 62,2 miliona dolarów, co oznacza spadek o 16% w porównaniu poprzednią częścią i jest najniższym otwarciem w całej franczyzie Wizarding World. W drugi weekend przychody spadły o 52% do 29,4 miliona dolarów, co pozwoliło produkcji uplasować się na czwartym miejscu w box office. W trzeci weekend film zarobił 11,4 miliona dolarów, pozostając na czwartym miejscu.
Oczekiwano, że w skali międzynarodowej film zarobi dodatkowe 188-205 milionów dolarów w 79 krajach, co w sumie dałoby około 250 milionów dolarów. W pierwszym dniu wyświetlania w 10 krajach zarobił łącznie 10,1 miliona dolarów, w tym 2,6 miliona we Francji i 2 miliony w Korei Południowej. Drugiego dnia film z 45 innych krajów zarobił kolejne 18,4 mln dolarów, co dało łączną sumę 31 mln dolarów. W pierwszym dniu wyświetlania w Chinach film zarobił 12,8 miliona dolarów, co było najlepszym wynikiem spośród wszystkich filmów z franczyzy Wizarding World w tym kraju. Łączna suma zarobków z filmu podczas otwarcia na całym świecie wyniosła 253,2 miliona dolarów, co oznacza wzrost o 2,7% w porównaniu z poprzednią częścią. Najbardziej dochodowymi rynkami były Chiny (37,5 mln dolarów), Wielka Brytania (16,3 mln dolarów, czyli 12,7 mln funtów) i Niemcy (12,8 mln dolarów). Film odnotował także najlepsze otwarcie z Wizarding World w takich krajach jak m.in. Rosja, Indonezja, Argentyna i Brazylia. W Polsce podczas otwarcia produkcja zarobiła ponad 1,4 miliona dolarów, a łączny przychód wyniósł ponad 4,6 miliona dolarów.

### Reakcje krytyków
Film spotkał się z mieszanymi recenzjami krytyków. W serwisie Rotten Tomatoes 36% z 334 recenzji uznano za pozytywne, a średnia ocen wystawionych na ich podstawie wyniosła 5,3/10. Na agregatorze Metacritic średnia ważona ocen z 48 recenzji wyniosła 52 na 100 punktów, co czyni go najniżej ocenianym filmem z franczyzy Wizarding World na obu stronach internetowych. Według serwisu ⁣⁣CinemaScore⁣⁣, zajmującego się mierzeniem atrakcyjności filmów w Stanach Zjednoczonych, publiczność przyznała mu ocenę „B+” w skali od A+ do F. W badaniu przeprowadzonym przez konkurencyjny PostTrak 83% widowni przyznała pozytywną ocenę, a 69% publiczności „zdecydowanie poleca” film.
Andrew Barker z „Variety” nazwał film „zagmatwanym rozwinięciem franczyzy Harry’ego Pottera” i napisał: „Film rzuca w nas mnóstwem zwrotów akcji, głośnych dźwięków i wielobarwnych magicznych mgławic, ale rzadko pojawia się w nim napięcie, poczucie przygody czy prawdziwa tęsknota, a jedynie uczucie obserwowania, jak jedna figura szachowa po drugiej przesuwana jest na swoje miejsce”. Peter Bradshaw z „The Guardian” przyznał filmowi trzy z pięciu gwiazdek, chwaląc występy Law i Deppa, ale krytykując fabułę filmu, pisząc: „Ten film jest tak samo oglądalny i zabawny, jak oczekiwano, ale część cudowności, nowości i czystego narracyjnego pędu pierwszego filmu została utracona na rzecz bardziej rozproszonej fabuły, rozłożonej na większą obsadę”. Peter Travers z magazynu „Rolling Stone” przyznał filmowi trzy gwiazdki na pięć możliwych, krytykując nadmierną długość i natłok ekspozycji i twierdząc, że jest on „jak przeładowana praca domowa”; zasugerował, że „jest to zbyt wiele dla mugoli i najlepiej zostawić go tylko fanom”. Justin Chang z „Los Angeles Times” napisał: „Film oferuje olśniewające wyczyny magiczne, ale udaje mu się wyczarować coś zupełnie przeciwnego do magii”. Chang uznał Newta za „pozbawionego uroku”, a fabułę za „miażdżąco skomplikowaną”, choć chwalił Jude’a Law jako Dumbledore’a. Caryn James z „The Hollywood Reporter” uznał, że jest to film lepszy od poprzedniej części, pisząc: „W sequelu zastosowano lepsze, a momentami wręcz porywające efekty specjalne, bardziej mroczny ton i walkę dobra ze złem o wysoką stawkę. Co najlepsze, jego bohaterowie są bardziej żywiołowo nakreśleni i uwikłani w relacje, które mogą być od rozkosznych po śmiertelne”. Skrytykował też występ Deppa, ale ostatecznie określił produkcję jako „tętniącą życiem” i „wciągającą”.
Michalina Ławicka z portalu naEkranie.pl oceniła film na pięć punktów z dziesięciu, pisząc: „Doceniam produkcję za wykreowany magiczny świat i widzę potencjał w poszczególnych postaciach, jednak ta historia to po prostu spory zawód”. Zauważyła także, że film to „historia o niczym”, a „to, co ważne, streścić można dosłownie w kilku słowach”. Krzysztof Strzelecki z kulturacja.pl wystawił ocenę cztery na dziesięć i stwierdził: „Trochę miłosnych rozterek, trochę dramaturgii, Grindelwalda ostatecznie niewiele, ale za to cała masa smaczków, które odwrócą naszą uwagę”. Piotr Grabiec ze spidersweb.pl ocenił film na osiem punktów z dziesięciu i napisał: „Film nadrabia niedostatki scenariusza efektami specjalnymi, które mogą zawstydzić nawet serię o Harrym Potterze”, uważając, że „film Fantastyczne zwierzęta: Zbrodnie Grindelwalda oczaruje widzów, zarówno tych młodszych, którzy dopiero zaczynają odkrywać magię ekranu, jak i tych starszych, którzy wychowali się na książkach o Harrym Potterze”. Marcin Andrys z portalu paradoks.net wystawił filmowi ocenę pięć na dziesięć, uznając, że „Zbrodnie Grindelwalda to nieudana próba powrotu do świata wykreowanego przez J. K. Rowling. Retrospekcje, nieciekawi bohaterowie, brak napięcia oraz bezbarwne aktorstwo to grzeszki produkcji Yatesa”. Zauważył też, że „samymi efektami specjalnymi nie da się kupić widza, nawet jeśli na ekranie hasa przerośnięty koteczek, a sympatyczny niuchacz wykrada kolejną błyskotkę”. Andrzej Badek na łamach strony filmawka.pl napisał: „Nowe Fantastyczne zwierzęta nie są filmem dobrym. Są w najlepszym wypadku niezłe i tylko przy założeniu, że widz jest oddanym fanem”. Chwalił jednak wybór Jude’a Law na Dumbledore’a.
Niektórzy krytycy uznali także, że jedną z najbardziej kontrowersyjnych scen w filmie była apokaliptyczna wizja II wojny światowej Gellerta Grindelwalda i alegorie nazistowskie. Porównali Grindelwalda do Adolfa Hitlera, nazywając go „Hitlerem z Czarodziejskiego Świata”, i stwierdzili, że ich procesy myślowe są podobne – „albo dołączysz do nazistów, albo godzisz się na wojnę”. Dodatkowo uznali, iż „pokazywanie obrazów obozów koncentracyjnych – i sugerowanie, że Grindewald wierzy, że on i jego zwolennicy mogą powstrzymać Holocaust – jest niebezpiecznym zatarciem granic między historią a fantazją”. Skrytykowano również decyzję o przyłączeniu Queenie, która prawdopodobnie jest Żydówką, do Grindelwalda i jego zwolenników, a także zamieszczenie nawiązań do Holocaustu w wizji Czarnoksiężnika.

## Nagrody i nominacje
| Nagroda                                | Rok  | Kategoria                                                                       | Nominowani                                           | Wynik     | Źródło  |
| -------------------------------------- | ---- | ------------------------------------------------------------------------------- | ---------------------------------------------------- | --------- | ------- |
| Visual Effects Society Awards          | 2019 | Najlepsze symulacje w środowisku fotorealistycznym                              | Dominik Kirouac, Chloe Ostiguy, Christian Gaumond    | Nominacja | [ 113 ] |
| Nagroda Brytyjskiej Akademii Filmowej  | 2019 | Najlepsza scenografia                                                           | Stuart Craig i Anna Pinnock                          | Nominacja | [ 114 ] |
| Nagroda Brytyjskiej Akademii Filmowej  | 2019 | Najlepsze efekty specjalne                                                      | Tim Burke, Andy Kind, Christian Manz i David Watkins | Nominacja | [ 114 ] |
| Nagroda Saturn                         | 2019 | Najlepszy film fantasy                                                          | Fantastyczne zwierzęta: Zbrodnie Grindelwalda        | Nominacja | [ 115 ] |
| Teen Choice Awards                     | 2019 | Ulubiony film fantasy / science-fiction                                         | Fantastyczne zwierzęta: Zbrodnie Grindelwalda        | Nominacja | [ 116 ] |
| Teen Choice Awards                     | 2019 | Ulubiona aktorka w filmie science-fiction / fantasy                             | Katherine Waterston                                  | Nominacja | [ 116 ] |
| Teen Choice Awards                     | 2019 | Ulubiony czarny charakter                                                       | Johnny Depp                                          | Nominacja | [ 116 ] |
| Nagroda Satelita                       | 2019 | Najlepsze kostiumy                                                              | Colleen Atwood                                       | Nominacja | [ 117 ] |
| Nagroda Satelita                       | 2019 | Najlepsza scenografia                                                           | Stuart Craig i Anna Pinnock                          | Nominacja | [ 117 ] |
| Nagroda Satelita                       | 2019 | Najlepsze efekty specjalne                                                      | Tim Burke, Andy Kind, Christian Manz i David Watkins | Nominacja | [ 117 ] |
| Nagroda Europejskiej Akademii Filmowej | 2019 | Nagroda publiczności – najlepszy film europejski                                | Fantastyczne zwierzęta: Zbrodnie Grindelwalda        | Nominacja | [ 118 ] |
| Amerykańska Gildia Scenografów         | 2019 | Najlepsza scenografia w filmie fantasy                                          | Stuart Craig i Anna Pinnock                          | Nominacja | [ 119 ] |
| Złote Szpule                           | 2018 | Największe rozczarowanie roku                                                   | Fantastyczne zwierzęta: Zbrodnie Grindelwalda        | Nominacja | [ 120 ] |
| Golden Trailer Awards                  | 2018 | Najlepszy zwiastun fantasy/przygodowy                                           | Fantastyczne zwierzęta: Zbrodnie Grindelwalda        | Wygrana   | [ 121 ] |
| Golden Trailer Awards                  | 2019 | Najlepszy zwiastun fantasy/przygodowy                                           | Fantastyczne zwierzęta: Zbrodnie Grindelwalda        | Nominacja | [ 121 ] |
| Golden Trailer Awards                  | 2019 | Najlepszy plakat fantasy/przygodowy                                             | Fantastyczne zwierzęta: Zbrodnie Grindelwalda        | Nominacja | [ 121 ] |
| International Film Music Critics Award | 2019 | Najlepsza oryginalna ścieżka dźwiękowa do filmu fantasy/science fiction/horroru | James Newton Howard                                  | Nominacja | [ 122 ] |

## Kontynuacja
Sequel filmu – Fantastyczne zwierzęta: Tajemnice Dumbledore’a – ukazał się w Wielkiej Brytanii 8 kwietnia 2022, a w Stanach Zjednoczonych 15 kwietnia 2022. Premiera filmu była wcześniej planowana na 12 listopada 2021, ale została przesunięta. W listopadzie 2020 ogłoszono, że Mads Mikkelsen zastąpi Johnny’ego Deppa w roli Grindelwalda, ponieważ ten został zwolniony z powodu kontrowersji dotyczących jego związku z Amber Heard.
W planach pozostają dwa kolejne filmy.